# Coupe de Tunisie de football 1996-1997
Navigation
Coupe de Tunisie 1995-1996 Coupe de Tunisie 1997-1998
La coupe de Tunisie de football 1996-1997 est la 41e édition de la coupe de Tunisie depuis 1956, et la 66e en tenant compte des éditions jouées avant l'indépendance. Elle est organisée par la Fédération tunisienne de football (FTF).
L'Espérance sportive de Tunis remporte sa 8e coupe aux dépens du Club sportif sfaxien.

## Résultats

### Premier tour
Il concerne les 56 clubs de division 3.

#### Nord
- Croissant sportif de M'saken - Club sportif des cheminots : 0 - 0 (t. a. b. : 3 - 4)
- Ibn Khaldoun Sport - Union sportive de Bousalem : 4 - 3
- Kalâa Sport - El Alia Sport : 2 - 1
- Union sportive de Djedeida - Football Club de Jérissa : 1 - 3
- Astre sportif de Menzel Jemil - Club sportif de Menzel Bouzelfa : 1 - 0
- Avenir populaire de Soliman - Jeunesse sportive de Tebourba : 3 - 2
- Enfida Sports - Hirondelle sportive de Kalâa Kebira : 0 - 0 (t. a. b. : 5 - 4)
- Étoile sportive du Fahs - Astre sportif de Zaouiet Sousse : 1 - 0
- Vague sportive de Menzel Abderrahmane bat Dahmani Athlétique Club
- Stade nabeulien - Club medjezien : 4 - 0
- Baâth sportif de Mohammedia - Flèche sportive de Ras Jebel : 1 - 1 (t. a. b. : 1 - 4)
- Espérance sportive du Krib - Mouldia sportive de Den Den : 0 - 3
- Jeunesse sportive d'El Omrane - Avenir sportif keffois de Barnoussa : 1 - 1 (t. a. b. : 6 - 5)
- Club sportif de Korba - Jendouba Sports : 1 - 1 (t. a. b. : 2 - 4)

#### Centre et Sud
- Wided sportif d'El Hamma - Sporting Club de Moknine : 2 - 1
- Association sportive de Djerba - Aigle sportif de Jilma : Forfait
- Union sportive de Ksour Essef - Club sportif de Nefta : 1 - 2
- Union sportive de Zarzis - Progrès sportif de Sakiet Eddaïer : 0 - 1
- Stade gabésien - Gammouda Sport : Forfait
- Kerkennah Sport - Union sportive de Métouia : 2 - 1
- Club sportif hilalien - Étoile sportive de Fériana : 1 - 0
- Étoile sportive d'El Jem - Oasis sportive de Chenini : 2 - 0
- Football Mdhilla Club - Union sportive de Sayada : Forfait
- Croissant sportif chebbien - Chehab sportif de Ouerdanine : Forfait
- Croissant sportif de Redeyef - Gazelle sportive de Bekalta : Forfait
- Avenir sportif de Rejiche - La Palme sportive de Tozeur : 2 - 3
- Stade sportif gafsien - Club Ahly de Sfax : 1 - 0
- Badr sportif d'El Aïn - Espoir sportif de Jerba Midoun : 0 - 1

### Deuxième tour
Il se déroule entre les 28 qualifiés du premier tour.

#### Nord
- Club sportif des cheminots bat Stade nabeulien
- Kalâa Sport - Jendouba Sports : 0 - 2
- Football Club de Jérissa - Enfida Sports : 2 - 1
- Étoile sportive du Fahs - Avenir populaire de Soliman : 3 - 1
- Vague sportive de Menzel Abderrahmane - Astre sportif de Menzel Jemil : 2 - 3
- Flèche sportive de Ras Jebel - Jeunesse sportive d'El Omrane : 3 - 2
- Mouldia sportive de Den Den - Ibn Khaldoun Sport : 1 - 2

#### Centre et Sud
- Stade sportif gafsien - Wided sportif d'El Hamma : 1 - 0
- Football Mdhilla Club - Association sportive de Djerba : 0 - 3
- Progrès sportif de Sakiet Eddaïer - Club sportif de Nefta : 0 - 0 (t. a. b. : 5 - 4)
- Stade gabésien : Qualifié par tirage au sort
- Kerkennah Sport - Club sportif hilalien : 0 - 0 (t. a. b. : 3 - 2)
- Croissant sportif de Redeyef - Étoile sportive d'El Jem : 1 - 2
- Espoir sportif de Jerba Midoun bat Croissant sportif chebbien
- La Palme sportive de Tozeur : Qualifiée par tirage au sort

### Troisième tour
Il se déroule entre les quatorze qualifiés du second tour.

#### Nord
- Flèche sportive de Ras Jebel - Club sportif des cheminots : 1 - 2
- Astre sportif de Menzel Jemil - Jendouba Sports : 2 - 3
- Football Club de Jérissa : Qualifié par tirage au sort
- Étoile sportive du Fahs - Ibn Khaldoun Sport : 6 - 0

#### Centre et Sud
- Stade sportif gafsien - Progrès sportif de Sakiet Eddaïer : 1 - 1 (t. a. b. : 2 - 3)
- Association sportive de Djerba - Kerkennah Sport : 2 - 0
- Étoile sportive d'El Jem - Espoir sportif de Jerba Midoun : 0 - 1
- La Palme sportive de Tozeur - Stade gabésien : 1 - 0

### Quatrième tour
Il est disputé par les huit clubs qualifiés du troisième tour et par seize clubs représentant les huit ligues régionales.
- Étoile sportive de Tajerouine (Ligue Nord-Ouest) - Association sportive de Ghardimaou (Ligue Nord) : 0 - 0 (t. a. b. : 4 - 3)
- Étoile olympique La Goulette Kram (Ligue Tunis/Cap Bon) - Étoile sportive saïdie (Ligue Centre) : 2 - 0
- Union sportive de Borj El Amri (Ligue Nord) - Jendouba Sports : 1 - 2
- Football Club de Jérissa - Club sportif des cheminots : 1 - 1 (t. a. b. : 2 - 4)
- Club sportif de Sidi Thabet (Ligue Tunis/Cap Bon) - Étoile sportive du Fahs : 2 - 0
- Gazelle sportive de Moularès (Ligue Sud-Ouest) - Progrès sportif de Sakiet Eddaïer : 2 - 2 (t. a. b. : 4 - 3)
- Association sportive de Djerba - Astre sportif de Menzel Nour (Ligue Centre-Est) : 4 - 0
- Espoir sportif de Jerba Midoun - Sahara sportive de Douz : 3 - 0
- Jeunesse sportive de Boumerdes (Ligue Centre-Est) - La Palme sportive de Tozeur : 0 - 0 (t. a. b. : 3 - 5)
- Mansoura sportive d'El Knaïs (Ligue Centre) - Safia sportive d'El Ksour (Ligue Nord-Ouest) : 3 - 0
- Avenir sportif de Louza (Ligue Sud) - Club sportif de Jebiniana (Ligue Sud) : 0 - 1
- Club sportif de Bir Lahmar (Ligue Sud-Est) - Teboulbou Sport de Gabès (Ligue Sud-Est) : 0 - 4

### Cinquième tour
Le tour voir la participation de 32 clubs : les douze qualifiés du tour précédent et vingt clubs de la Ligue II, dont huit clubs sont qualifiés directement.
- Étoile sportive de Tajerouine - STIR sportive de Zarzouna : 4 - 2
- Étoile olympique La Goulette Kram - El Makarem de Mahdia : 1 - 0
- Jendouba Sports - Union sportive de Tataouine  : 1 - 2
- Club sportif des cheminots - Association Mégrine Sport : 1 - 0
- Club sportif de Sidi Thabet - Club sportif de Jebiniana : 0 - 0 (t. a. b. : 8 - 7)
- Gazelle sportive de Moularès - Espoir sportif de Jerba Midoun : 1 - 2
- Association sportive de Djerba - Ennahdha sportive de Jemmal : Forfait
- Étoile sportive de Métlaoui - La Palme sportive de Tozeur : 1 - 1 (t. a. b. : 4 - 3)
- Mansoura sportive d'El Knaïs - Teboulbou Sport de Gabès : 0 - 2
- Association sportive de l'Ariana - Union sportive de Sbeïtla : Forfait
- Avenir sportif de Gabès - Étoile sportive de Béni Khalled : 2 - 1
- Grombalia Sports - Avenir sportif d'Oued Ellil : 0 - 0 (t. a. b. : 4 - 5)
- Union sportive monastirienne - Espoir sportif de Hammam Sousse : 1 - 2
- Union sportive de Ben Guerdane - Olympique de Médenine : 1 - 1 (t. a. b. : 3 - 4)
- Club olympique de Sidi Bouzid - Association sportive Ittihad : 1 - 0
- Union sportive de Siliana - Club sportif de Hammam Lif : 0 - 3
- Qualifiés directement : Sfax railway sport, El Gawafel sportives de Gafsa, Stade sportif sfaxien, Avenir sportif de Kasserine, Club sportif de Makthar, Sporting Club de Ben Arous, Stade africain de Menzel Bourguiba et El Ahly Mateur

### Trente-deuxièmes de finale
- Association sportive de l'Ariana - Étoile sportive de Tajerouine : 2 - 1
- Association sportive de Djerba - Étoile olympique La Goulette Kram : 3 - 0
- Union sportive de Tataouine - Avenir sportif de Gabès : 1 - 1 (t. a. b. : 5 - 6)
- Club sportif des cheminots - Stade sportif sfaxien : 3 - 1
- Club sportif de Sidi Thabet - Sporting Club de Ben Arous : 0 - 0 (t. a. b. : 3 - 2)
- Club sportif de Hammam Lif - Espoir sportif de Jerba Midoun : 2 - 2 (t. a. b. : 4 - 2)
- Avenir sportif d'Oued Ellil - Étoile sportive de Métlaoui : 1 - 0
- Club olympique de Sidi Bouzid - Teboulbou Sport de Gabès : 0 - 0 (t. a. b. : 5 - 3)
- El Ahly Mateur - Espoir sportif de Hammam Sousse : 2 - 0
- Olympique de Médenine - El Gawafel sportives de Gafsa : 1 - 0
- Avenir sportif de Kasserine - Club sportif de Makthar : 1 - 0
- Sfax railway sport - Stade africain de Menzel Bourguiba : 2 - 2 (t. a. b. : 3 - 5)

### Seizièmes de finale
Vingt équipes participent à ce tour, les douze qualifiés du tour précédent et huit clubs de la division nationale (Ligue I). Les six autres sont qualifiés d'office. Les matchs se déroulent le 29 décembre 1996.
| Équipe 1                         | Équipe 2                           | Score 90'          | Score 120' | Tirs au but |
| -------------------------------- | ---------------------------------- | ------------------ | ---------- | ----------- |
| Club africain                    | -                                  | Qualifié d'office  |            |             |
| Club athlétique bizertin         | Stade africain de Menzel Bourguiba | 1 - 0              |            |             |
| Jeunesse sportive kairouanaise   | -                                  | Qualifiée d'office |            |             |
| Océano Club de Kerkennah         | Avenir sportif de Kasserine        | 1 - 0              |            |             |
| Association sportive de l'Ariana | Avenir sportif de La Marsa         | 0 - 1              |            |             |
| Club sportif de Hammam Lif       | Avenir sportif d'Oued Ellil        | 2 - 0              |            |             |
| Étoile sportive du Sahel         | -                                  | Qualifiée d'office |            |             |
| Club olympique des transports    | Stade tunisien                     | 0 - 3              |            |             |
| Club sportif sfaxien             | -                                  | Qualifié d'office  |            |             |
| Avenir sportif de Gabès          | Association sportive de Djerba     | 2 - 0              |            |             |
| Stade soussien                   | El Ahly Mateur                     | 2 - 0              |            |             |
| Olympique de Médenine            | Club olympique de Sidi Bouzid      | 2 - 0              |            |             |
| Espérance sportive de Tunis      | -                                  | Qualifiée d'office |            |             |
| Club sportif de Sidi Thabet      | Olympique de Béja                  | 0 - 1              |            |             |
| Club sportif des cheminots       | Olympique du Kef                   | 2 - 3              |            |             |
| Espérance sportive de Zarzis     | -                                  | Qualifiée d'office |            |             |

### Huitièmes de finale
| Date           | Équipe 1                       | Équipe 2                    | Score 90' | Score 120' | Tirs au but |
| -------------- | ------------------------------ | --------------------------- | --------- | ---------- | ----------- |
| 7 février 1997 | Avenir sportif de La Marsa     | Avenir sportif de Gabès     | 3 - 2     |            |             |
| 7 février 1997 | Stade soussien                 | Club africain               | 1 - 3     |            |             |
| 7 février 1997 | Club sportif sfaxien           | Olympique de Béja           | 2 - 0     |            |             |
| 7 février 1997 | Espérance sportive de Zarzis   | Étoile sportive du Sahel    | 0 - 0     | 0 - 2      |             |
| 7 février 1997 | Olympique de Médenine          | Espérance sportive de Tunis | 0 - 1     |            |             |
| 7 février 1997 | Océano Club de Kerkennah       | Club sportif de Hammam Lif  | 1 - 2     |            |             |
| 7 février 1997 | Stade tunisien                 | Club athlétique bizertin    | 2 - 1     |            |             |
| 7 février 1997 | Jeunesse sportive kairouanaise | Olympique du Kef            | 3 - 0     |            |             |

### Quarts de finale
| Date        | Équipe 1                       | Équipe 2                    | Score 90' | Score 120' | Tirs au but |
| ----------- | ------------------------------ | --------------------------- | --------- | ---------- | ----------- |
| 2 mars 1997 | Club sportif de Hammam Lif     | Espérance sportive de Tunis | 0 - 4     |            |             |
| 2 mars 1997 | Club africain                  | Stade tunisien              | 2 - 2     | 3 - 2      |             |
| 2 mars 1997 | Club sportif sfaxien           | Avenir sportif de La Marsa  | 1 - 1     | 2 - 1      |             |
| 2 mars 1997 | Jeunesse sportive kairouanaise | Étoile sportive du Sahel    | 1 - 0     |            |             |

### Demi-finales
| Date         | Équipe 1                    | Équipe 2                       | Score 90' | Score 120' | Tirs au but |
| ------------ | --------------------------- | ------------------------------ | --------- | ---------- | ----------- |
| 14 juin 1997 | Espérance sportive de Tunis | Jeunesse sportive kairouanaise | 5 - 0     |            |             |
| 14 juin 1997 | Club sportif sfaxien        | Club africain                  | 0 - 0     | 0 - 0      | 5 - 4       |

### Finale
| Date         | Équipe 1                    | Équipe 2             | Score 90' |
| ------------ | --------------------------- | -------------------- | --------- |
| 21 juin 1997 | Espérance sportive de Tunis | Club sportif sfaxien | 1 - 0     |

Le but de la finale est marqué par Sami Laaroussi à la 70e min.
La rencontre est dirigée par Mourad Daami, Mohamed Debbabi et Zouhair Larbi alors que Mustapha Lahmar officie en tant que quatrième arbitre .
Les formations alignées sont :
- Espérance sportive de Tunis (entraîneur : Khaled Ben Yahia) : Chokri El Ouaer - Tarek Thabet, Makram Chechia, Taoufik Hicheri, Khaled Badra, Sirajeddine Chihi, Faysal Ben Ahmed, Hassen Gabsi, Mourad Chebbi (puis Ebdelli[Qui ?]), Ayadi Hamrouni (puis Sami Laaroussi), Mohamed El Badraoui (puis Abdelkader Ben Hassen)
- Club sportif sfaxien (entraîneur : José Paulo Rubim) : Hichem Jaziri - Hatem Trabelsi, Sid Ahmed Zerrouki (puis Hafedh Miloud Trabelsi), Abdelkrim Ghorbel, Sami Trabelsi, Rachid Bouaziz, Sofiane Fekih, Sofiane Sassi (puis Tarek Salem), Mourad Rannen, Mohamed Brahimi, Zoubeir Essefi (puis Abdellatif Meftah)

## Meilleurs buteurs
Sami Laaroussi (EST) et Salah Saadaoui (ST), qui marquent chacun trois buts, sont les meilleurs buteurs de la compétition.